# Chiesa di Sant'Eframo Vecchio
La chiesa di Sant'Eframo Vecchio è una chiesa di Napoli, ubicata nel centro storico della città, nell'omonima piazza.

## Storia
La chiesa è di fondazione antichissima, essendo stata edificata sul luogo dove il vescovo Eframo (corruzione posteriore del nome Efebo) sarebbe stato sepolto; secondo alcuni, i resti di Eframo sarebbero stati traslati qui, assieme a quelli di San Massimo e San Fortunato nel XIII secolo, per altri la sepoltura avvenne in una catacomba del V secolo dotata di decorazioni pittoriche coeve.
Quello che è certo è che la costruzione successivamente edificata fu donata ai Frati minori cappuccini nel 1530 e subì numerosi restauri nel corso dei secoli, come nel 1776 quando, sulla facciata, vi fu apposto un bel rivestimento in maioliche (cinque ovali maiolicati di Tommaso Bruno).
Con la soppressione degli ordini religiosi, i Cappuccini furono costretti a lasciare l'edificio nel 1865 e l'annesso convento fu acquistato dalle Monache delle Trentatré che lo resero ai frati solo nel 1887.
Vi è sepolto il famoso cantante castrato Caffarelli.

## Interno
L'interno della chiesa è a navata unica con tre cappelle per lato. In quest'ultime sono collocate sculture lignee del Seicento e del Settecento. Alle spalle del pregevole altare maggiore in marmi policromi vi è una nicchia che accoglie il simulacro della Madonna del Brasile; al di sopra di essa è collocata la tela di Jacopo Cestaro con  I Santi Eframo, Fortunato e Massimo, mentre ai lati si ammirano la Natività e la Morte di San Giuseppe, tele settecentesche di incerta attribuzione come il San Francesco che per umiltà rinunzia al sacerdozio sulla volta.
Dietro il presbiterio si trova un Vescovo dormiente, scultura marmorea cinquecentesca, forse proveniente dalla tomba del santo (la catacomba, luogo originario della sepoltura di Eframo, è stata rinvenuta nel 1931).
La sacrestia conserva degli arredi lignei e una tela di Nicola Maria Rossi del 1727, la Madonna con il Bambino e San Giovannino.